# Juranyiella
Juranyiella, monotipski rod zelenih algi iz porodice Oocystaceae. Jedina vrsta je slatkovodna alga Juranyiella javorkae.